# Dominik Kother
Dominik Kother (Bruchsal, 16 marzo 2000) è un calciatore tedesco, attaccante della Dinamo Dresda.

## Carriera

### Club
Kother è cresciuto nel settore giovanile del Karlsruhe, con cui ha firmato il suo primo contratto professionistico il 26 aprile 2019. Ha debuttato in prima squadra il 14 dicembre seguente nell'incontro di 2. Bundesliga perso 5-1 contro il Greuther Fürth ed il 28 giugno 2020 ha segnato il suo primo gol, sempre contro il Greuther Fürth, rivelatosi decisivo per evitare lo spareggio retrocessione.
Il 31 gennaio 2022 è stato ceduto in prestito al Waldhof Mannheim in 3. Liga, operazione in seguito prorogata anche per tutta la durata della stagione successiva. Il 24 giugno 2023 è passato a titolo definitivo allo Jahn Ratisbona, dove ha trascorso una stagione da titolare rivelandosi inoltre decisivo nello spareggio per la promozione contro il Wehen Wiesbaden con due reti in altrettanti incontri.

### Nazionale
Nel 2020 ha giocato con la Germania Under-21.

## Statistiche

### Presenze e reti nei club
Statistiche aggiornate al 17 novembre 2024.
| Stagione                | Squadra                 | Campionato              | Campionato | Campionato | Coppe nazionali | Coppe nazionali | Coppe nazionali | Coppe continentali | Coppe continentali | Coppe continentali | Altre coppe | Altre coppe | Altre coppe | Totale | Totale | Totale |
| Stagione                | Squadra                 | Comp                    | Pres       | Reti       | Comp            | Pres            | Reti            | Comp               | Pres               | Reti               | Comp        | Pres        | Reti        | Pres   | Reti   |        |
| ----------------------- | ----------------------- | ----------------------- | ---------- | ---------- | --------------- | --------------- | --------------- | ------------------ | ------------------ | ------------------ | ----------- | ----------- | ----------- | ------ | ------ | ------ |
| 2019-2020               | Karlsruhe               | 2L                      | 7          | 1          | CG              | 1               | 0               | -                  | -                  | -                  | -           | -           | -           | 8      | 1      |        |
| 2020-2021               | Karlsruhe               | 2L                      | 23         | 3          | CG              | 1               | 0               | -                  | -                  | -                  | -           | -           | -           | 24     | 3      |        |
| 2021-gen. 2022          | Karlsruhe               | 2L                      | 11         | 1          | CG              | 0               | 0               | -                  | -                  | -                  | -           | -           | -           | 11     | 1      |        |
| Totale Karlsruhe        | Totale Karlsruhe        | Totale Karlsruhe        | 41         | 5          |                 | 2               | 0               |                    | -                  | -                  |             | -           | -           | 43     | 5      |        |
| gen.-giu. 2022          | Waldhof Mannheim        | 3L                      | 13         | 3          | CG              | 0               | 0               | -                  | -                  | -                  | -           | -           | -           | 13     | 3      |        |
| 2022-2023               | Waldhof Mannheim        | 3L                      | 27         | 3          | CG              | 2               | 0               | -                  | -                  | -                  | -           | -           | -           | 29     | 3      |        |
| Totale Waldhof Mannheim | Totale Waldhof Mannheim | Totale Waldhof Mannheim | 40         | 6          |                 | 2               | 0               |                    | -                  | -                  |             | -           | -           | 42     | 6      |        |
| 2023-2024               | Jahn Ratisbona          | 3L                      | 37+2       | 10+2       | CG              | 1               | 1               | -                  | -                  | -                  | -           | -           | -           | 40     | 13     |        |
| 2024-2025               | Jahn Ratisbona          | 2L                      | 10         | 1          | CG              | 1               | 0               | -                  | -                  | -                  | -           | -           | -           | 11     | 1      |        |
| Totale Jahn Ratisbona   | Totale Jahn Ratisbona   | Totale Jahn Ratisbona   | 49         | 13         |                 | 2               | 1               |                    | -                  | -                  |             | -           | -           | 51     | 14     |        |
| Totale carriera         | Totale carriera         | Totale carriera         | 130        | 24         |                 | 6               | 2               |                    | -                  | -                  |             | -           | -           | 136    | 26     |        |